# Vanesa Magar Brunner
Vanesa Magar Brunner (Ciudad de México, 4 de agosto de 1971) es una científica franco-mexicana especializada en oceanografía costera y meteorología aplicada, con un enfoque en energía eólica y energía mareomotriz. Desde 2014 trabaja en el Departamento de Oceanografía Física en el  Centro de Investigación Científica y Educación Superior de Ensenada (CICESE) en México. Fue miembro de la junta directiva de la Unión Geofísica Mexicana en el periodo 2016 - 2021 y es editora académica de múltiples revistas científicas. Es miembro del Sistema Nacional de Investigadores nivel II.

## Biografía
Vanesa cursó el Bachillerato en Física, Matemáticas y Tecnología en el Liceo Franco-Mexicano (Lycée Franco-Mexicain) en la Ciudad de México en 1989. En 1992, fue seleccionada por la NASA para participar en un programa de capacitación en ciencias de la vida espacial en el Centro Espacial John F. Kennedy, para celebrar el Año Espacial Internacional. Al concluir sus estudios de bachillerato se mudó a Francia donde estudió durante dos años Estudios Académicos Generales en Física, Matemáticas, Química y Tecnología en la Universidad de Nantes. Transcurrido ese tiempo decidió regresar a México y estudiar la licenciatura en Física y Matemáticas en la Universidad Nacional Autónoma de México (UNAM), obteniendo el grado en 1996.
En 1997 obtuvo el grado de Maestría en Estudios Avanzados en Matemáticas por el Departamento de Matemáticas Aplicadas y Física Teórica (DAMTP) de la Universidad de Cambridge en el Reino Unido. Posteriormente, realizó su doctorado en la misma institución trabajando en la dinámica de fluidos bajo la tutela de Timothy John Pedley donde estudiaron la absorción de nutrientes por microorganismos nadadores. Se graduó del doctorado en 2001 y permaneció en el mismo departamento hasta 2002 realizando una estancia postdoctoral. Su segunda estancia postdoctoral fue de 2002 a 2005 en la Universidad de Bangor donde trabajó investigando el transporte de sedimentos por encima de lechos ondulados.
En 2005, ganó una beca del Consejo de Investigación del Reino Unido para trabajar en la Escuela de Ingeniería en la Universidad de Plymouth. Posteriormente de 2010 a 2014 fungió como profesora en la misma universidad impartiendo clases en ingeniería costera para la Escuela de Ciencias Marinas e Ingeniería. A partir de 2014 se trasladó al Centro de Investigación Científica y Educación Superior de Ensenada (CICESE) donde es profesora asociada de oceanografía física.

## Líneas de Investigación
Sus principales líneas de investigación están enfocados a energías marinas renovables, las cuales brindan beneficios tanto a las comunidades rurales como al sector empresarial privado. Sus intereses incluyen la caracterización de recursos y su impacto ambiental en zonas marinas y costeras, investigando el impacto del cambio climático y el impacto de tormenta sobre la erosión costera. Trabaja también con transporte de sedimentos y estudios de morfodinámica en zonas costeras.
Su grupo de trabajo cuenta con varios proyectos de investigación, entre los cuales destacan:
- Modelación numérica costera a escalas variables
- Caracterización regional y aprovechamiento del potencial de energía mareomotriz e hidro-cinética en el Golfo de California
- Evaluación de modelos a escalas múltiples y de cadenas de modelos para la generación de Atlas de Viento

### Difusión de la ciencia
Colabora desde 2011 como editor académico de la revisa PLOS ONE y como editora asociada a la revista Frontiers of Marine Science desde 2014. Además ha participado en la organización de diversos talleres y congresos científicos entre los que destacan:
- Simposio de Energías Renovables en el marco del V Foro de Energías Renovables
- Taller de temas avanzados en energía eólica y energía renovable marina

Se pretende que sus investigaciones provean del conocimiento para producir energía eólica en el mar e involucrar a las comunidades que serían beneficiadas con el desarrollo de este tipo de proyectos, a fin de impactar positivamente su calidad de vida. En una entrevista ella explica:
Hemos estado pensando más en proyectos que tengan un impacto en los próximos 10 años en las zonas en las que se van a desarrollar y no pensar tanto en hacer más desarrollos de ciencia básica, que obviamente es importante y alguien lo tiene que hacer, pero nuestra prioridad ahorita es hacer cosas que sean muy aplicadas y que vayan a tener un impacto importante, sobre todo siendo un país en desarrollo. Sí es nuestro deber hacer algo que ayude a mejorar las condiciones de vida de los que no son tan afortunados como nosotros.

## Premios y reconocimientos
Por su labor científica ha sido reconocida en diversas ocasiones.
- 2008: Nombramiento como matemático colegiado
- 2010 a  2014: Miembro del Consejo Nacional de Educación Ambiental en Reino Unido
- 2011: Miembro del Instituto de Matemáticas y sus Aplicaciones
- 2012: Miembro del Software Sustainability Institute
- 2016 a 2021: miembro de la mesa directiva de la Unión Mexicana de Geofísica
- Miembro del Sistema Nacional de Investigadores nivel II

## Publicaciones destacadas
Es autora del libro Transporte de sedimentos y modelado morfodinámico en costas y entornos poco profundos,  publicado en 2020. Además cuenta con más de 20 publicaciones científicas, entre las cuales destacan:
- Nutrient Uptake by a Self‐Propelled Steady Squirmer. V Magar, T Goto, TJ Pedley. The Quarterly Journal of Mechanics and Applied Mathematics 56 (1), 65-91.
- Average nutrient uptake by a self-propelled unsteady squirmer. V Magar, TJ Pedley. Journal of fluid mechanics 539, 93-112.
- An investigation of the impacts of climate change on wave energy generation: The Wave Hub. Cornwall, UK. DE Reeve, Y Chen, S Pan, V Magar, DJ Simmonds, A Zacharioudaki. Renewable Energy 36 (9), 2404-2413.
- Evaluation of turbulence closure models under spilling and plunging breakers in the surf zone. SA Brown, DM Greaves, V Magar, DC Conley. Coastal Engineering 114, 177-193.
- Statistical analysis and forecasts of long-term sandbank evolution at Great Yarmouth, UK. DE Reeve, JM Horrillo-Caraballo, V Magar. Estuarine, Coastal and Shelf Science 79 (3), 387-39.

Ha colaborado también como co-autora en los siguientes libros: 
- Vanesa Magar. (2018). Tecnologías de las corrientes de marea: breve descripción y cobertura en profundidad del estado del arte. En (Eduardo Rincón-Mejía & Alejandro de las Heras, Eds.) Tecnologías de Energía Sostenible (1ª edición). Prensa CRC. ISBN 9781138034389  [14]
- Deborah Greaves, Carlos Perez ‐ Collazo, Curran Crawford, Bradley Buckham, Vanesa Magar, Francisco Acuña, Sungwon Shin, Hongda Shi, Chenyu. (2018). Regional Activities. En (Deborah Greaves & Gregorio Iglesias, Eds.) Wave and Tidal Energy. Wiley & Sons. DOI: 10.1002 / 9781119014492.ch13[15]

## Vida personal
Su acercamiento a la ciencia ocurrió desde la infancia, pues sus padres también son científicos. Su padre de nombre Roger Bernard Daniel Louis Magar Vincent es un físico y especialista en energías renovables. Fue pionero en México para el desarrollo de energía solar y coches eléctricos, colaborando con el Instituto de Ingeniería y el Instituto de Materiales de la UNAM. Por su parte, su madre de nombre Palmira Brunner Liebshard era una bióloga especializada en micropaleontólogía, laboró por más de 20 años en el Instituto del Petróleo. En entrevista, Vanesa describe una de sus experiencias de infancia acercándose al mundo de la ciencia: 
...mi mamá traía sus microscopios a la casa, sus fósiles y desde muy chica sí tuve mucho contacto con el área de ciencia. 
Ya en su vida adulta disfruta de cocinar, leer, caminar, y visitar familia y amigos. Se considera una ecologista amateur y una emprendedora social. Domina los idiomas español, francés, e inglés, y cuenta con un nivel básico de alemán y portugués.